# EHF-Europapokal der Pokalsieger der Frauen 2001/02
Am EHF-Europapokal der Pokalsieger 2001/02 nahmen 29 Handball-Vereinsmannschaften aus 29 Ländern teil. Diese qualifizierten sich in der vorangegangenen Saison in ihren Heimatländern im Pokalwettbewerb für den Europapokal. Bei der 26. Austragung des Pokalsiegerwettbewerbes, konnte mit GK Lada Toljatti zum zweiten Mal eine Mannschaft aus Russland den Pokal gewinnen.

## 3. Runde
Da die Europäische Handballföderation die Rundenbezeichnungen aller Clubwettbewerbe vereinheitlichte und das Starterfeld im Cup der Pokalsieger relativ klein war, begann dieser erst mit den Spielen der 3. Runde.
Die Hinspiele der 3. Runde fanden zwischen dem 11.–19. Januar und die Rückspiele zwischen dem 13.–20. Januar 2002 statt.
|                             | Gesamt  |                              | Hinspiel  | Rückspiel |
| --------------------------- | ------- | ---------------------------- | --------- | --------- |
| A.O. Thriamvos Ormi Patras  | 48:52   | ŽRK Knjaz Miloš              | 28:26     | 20:26     |
| Maccabi Kiriat Sharet Holon | 39:51   | Union FLAGA Korneuburg       | 19:26 (1) | 20:25     |
| TSV St. Otmar St. Gallen    | 36:57   | ŽRK Koka Varaždin            | 13:28     | 23:29 (2) |
| ŽRK Jedinstvo Tuzla         | 42:73   | TSV Bayer 04 Leverkusen      | 24:35 (3) | 18:38     |
| HC Messana                  | 67:50   | RK Olimpija Ljubljana        | 41:24     | 26:26     |
| Debrecen VSC Kezilabda KFT  | 81:52   | Garadagh Sement-Baku         | 45:20     | 36:32 (4) |
| TMO SC Ankara               | 70:39   | ŽRK Tutunski Kombinat Prilep | 42:18     | 28:21 (5) |
| Egle Vilnius                | 32:42   | Spartak Kiew                 | 20:18     | 12:24     |
| CB Zagłębie Lubin           | 60:32   | Colégio de Gaia              | 32:12 (6) | 28:20     |
| Arkatron RTsOP Minsk        | 32:78   | GK Lada Toljatti             | 14:42 (7) | 18:36     |
| Enosis Neoleas Athienou     | 024:104 | ASPTT Metz HB                | 14:46     | 10:58     |
| Novesta Zlín                | 45:52   | CS Oltchim Râmnicu Vâlcea    | 25:25     | 20:27     |
| Vestmanna Itrottarfelag     | 34:55   | Omni sportverenigung Hellas  | 14:30 (8) | 20:25     |

Durch ein Freilos zogen Horsens HK, CB Elda Prestigio und Vorjahresfinalist Nordstrand IF direkt in die 4. Runde ein.

## 4. Runde
In der 4. Runde fanden die Hinspiele vom 15.–22. Februar und die Rückspiele vom 16.–24. Februar 2002 statt.
|                            | Gesamt     |                             | Hinspiel   | Rückspiel  |
| -------------------------- | ---------- | --------------------------- | ---------- | ---------- |
| GK Lada Toljatti           | 53:32      | ŽRK Knjaz Miloš             | 27:20      | 26:12 (9)  |
| Spartak Kiew               | 47:69      | CS Oltchim Râmnicu Vâlcea   | 23:34      | 24:35      |
| CB Elda Prestigio          | 52:40      | Omni sportverenigung Hellas | 26:15      | 26:25      |
| Debrecen VSC Kezilabda KFT | 50:55      | TSV Bayer 04 Leverkusen     | 25:23      | 25:32      |
| CB Zagłębie Lubin          | 68:33      | Union FLAGA Korneuburg      | 40:15 (10) | 28:18      |
| HC Messana                 | 47:82      | Nordstrand IF               | 22:43 (11) | 25:39      |
| ŽRK Koka Varaždin          | 45:45 (12) | TMO SC Ankara               | 22:21      | 23:24 (13) |
| ASPTT Metz HB              | 45:41      | Horsens HK                  | 24:17      | 21:24      |

## Viertelfinale
Im Viertelfinale fanden die Hinspiele vom 16.–22. März und die Rückspiele am 23. März 2002 statt.
|                         | Gesamt |                           | Hinspiel   | Rückspiel |
| ----------------------- | ------ | ------------------------- | ---------- | --------- |
| Nordstrand IF           | 43:45  | CB Zagłębie Lubin         | 23:18      | 20:27     |
| ASPTT Metz HB           | 58:60  | GK Lada Toljatti          | 32:28      | 26:32     |
| ŽRK Koka Varaždin       | 44:62  | CS Oltchim Râmnicu Vâlcea | 19:31 (14) | 25:31     |
| TSV Bayer 04 Leverkusen | 51:53  | CB Elda Prestigio         | 29:28      | 22:25     |

## Halbfinale
Im Halbfinale fanden die Hinspiele am 14. April und die Rückspiele vom 20.–21. April 2002 statt.
|                   | Gesamt |                           | Hinspiel | Rückspiel |
| ----------------- | ------ | ------------------------- | -------- | --------- |
| CB Elda Prestigio | 49:53  | CS Oltchim Râmnicu Vâlcea | 26:23    | 23:30     |
| CB Zagłębie Lubin | 37:66  | GK Lada Toljatti          | 20:34    | 17:32     |

## Finale
Das Hinspiel fand am 12. Mai 2002 in Râmnicu Vâlcea in der Traian Sport Hall und das Rückspiel am 18. Mai 2002 in Toljatti in der Mehrzwecksporthalle Olimp statt.
|                           | Gesamt |                  | Hinspiel | Rückspiel |
| ------------------------- | ------ | ---------------- | -------- | --------- |
| CS Oltchim Râmnicu Vâlcea | 52:55  | GK Lada Toljatti | 32:27    | 20:28     |